# Sima Samar
Sima Samar (Jaghori, 3 febbraio 1957) è un'avvocatessa e attivista afghana.
Si batte per i diritti delle donne e i diritti umani e opera nel sociale.
È stata Ministra per la Condizione delle Donne in Afghanistan dal dicembre del 2001 al 2003. Attualmente è la presidente della Commissione Indipendente Afghana per i Diritti Umani (AIHRC) e dal 2005 al 2009 è stata, inviata speciale delle Nazioni Unite sulla situazione dei diritti umani in Sudan dal 2005 al 2009. Nel 2011 è stata membro del partito Verità e Giustizia, recentemente fondato.

## Biografia
Sima Samar nacque a Jaghori, nella provincia di Ghazni in Afghanistan e appartiene all'etnia Hazara, una delle più perseguitate del paese. Ottenne la laurea in medicina nel febbraio 1982 all'Università di Kabul. Praticò medicina in un ospedale governativo a Kabul, ma dopo pochi mesi fu costretta a fuggire per la sua incolumità verso la sua città natale, Jaghori, dove fornì trattamenti medici a pazienti delle remote regioni dell'Afghanistan centrale. Attualmente è direttrice della Commissione per i diritti umani in Afghanistan.

### Carriera
Nel 1984, il regime comunista arrestò suo marito e Sima Samar fuggì in Pakistan insieme al suo giovane figlio. Successivamente fu dottoressa nel reparto rifugiati nel Mission Hospital. Stanca della totale assenza di strutture per la salute delle donne afghane, nel 1989 istituì l'Organizzazione Shuhada e la Clinica Shuhada a Quetta, Afghanistan. L'Organizzazione Shuhada era dedicata alla fornitura di cure mediche alle donne e ragazze afghane, alla formazione di personale medico e all'istruzione. Negli anni seguenti ulteriori ambulatori furono aperti in tutto il territorio dell'Afghanistan.
Dopo aver vissuto come rifugiata per oltre un decennio, nel 2002, Sima Samar ritornò in Afghanistan per assumere un posto di rilievo nell'Amministrazione Transitoria Afghana capeggiata da Hamid Karzai. Nel governo transitorio, è stata prima Vicepresidente e poi Ministra per la Condizione delle Donne. È stata costretta a consegnare le dimissioni dal suo ruolo dopo aver ricevuto minacce di morte e di vessazioni per aver messo in discussione le leggi islamiche conservatrici, in particolare le leggi coraniche, durante un'intervista rilasciata in Canada a un giornale persiano. Nel Loya Jirga (Grande Consiglio) del 2003, parecchi estremisti religiosi sottoscrissero un annuncio su un giornale locale in cui definirono Sima Samar il Salman Rushdie dell'Afghanistan.
Attualmente è capo della Commissione Indipendente Afghana dei Diritti Umani (AIHRC). Nel 2010 ha istituito il Gawharshad Institute of Higher Education, che ha attirato più di 1200 studenti. Lei è uno delle quattro protagoniste nel documentario di Sally Armstrong Daughters of Afghanistandel 2004. Il documentario mostra il lavoro di Sima Samar come Ministra per le Politiche Femminili e mostra la sua successiva perdita di potere.
La dottoressa Samar rifiuta pubblicamente di accettare che le donne siano tenute in isolamento rispetto alla vita pubblica e parla apertamente contro la pratica di indossare il burqa (che le copre dalla testa ai piedi), imposta inizialmente dai mujahideen fondamentalisti e poi dai talebani. Ha anche attirato l'attenzione sul fatto che molte donne afgane soffrano di osteomalacia, un indebolimento delle ossa causato da una dieta inadeguata. L'indossare il burqa riduce infatti l'esposizione della pelle alla luce solare e aggrava ulteriormente la situazione delle donne che soffrono di osteomalacia.

## Politica
È diventata membro del partito Verità e Giustizia, formato nel 2011.

## Premi e riconoscimenti
Sima Samar ha ricevuto numerosi premi internazionali per il suo impegno per i diritti umani e la democrazia, fra cui:
- 1994 Premio Ramon Magsaysay per la Direzione della Comunità;
- 1995 Premio Global Leader for Tomorrow from the World Economic Forum in Svizzera;
- 1998 Premio 100 Heroines, ricevuto negli Stati Uniti;
- Il Premio Paul Grunninger per i diritti umani, ricevuto dalla fondazione Paul Grunninger, nel marzo 2001 in Svizzera;
- Il Premio Voices of Courage, ricevuto dalla commissione femminile per le donne e i bambini rifugiati, nel giugno 2001 a New York;
- Il Premio John Humprey Freedom, Rights & Democracy, nel 2001 in Canada, 2001;[4]
- Ms. Magazine, Donna dell'Anno a favore delle donne afgane, USA dicembre 2001;
- Il Premio Donna del Mese, Toronto, Canada, dicembre 2001;
- Il Premio Best Social Worker, ricevuto dalla fondazione Mailo Trust, a Quetta, in Pakistan nel marzo 2001;
- Il Premio Internation Human Rights, conferito dal gruppo International Human Rights Law, Washington DC aprile 2002;
- Il Premio Freedom, conferito dalla Women's Association for Freedom and Democracy, Barcellona luglio 2002;
- Lawyers Committee for Human Rights, New York, ottobre 2002;
- Il premio Perdita Huston Human Rights 2003;
- Il premio Profile in courage nel 2004;
- Classificata per A Different View's 15 Champions of World Democracy nel gennaio 2008;[5]
- Peace Prize of the City of Leper (Ypres) Belgio 2008;
- Il Premio Asia Democracy and Human Rights, dicembre 2008;[6]
- Geuzenpenning 2011;
- Right Livelihood Award, 2012[7]
- Il Premio Madre Teresa per la Giustizia Sociale, nel novembre 2012;[8]
- Dottorato Onorario dalla Salem State University, nel maggio 2013;
- Allard Prize for International Integrity nel 2013, Finalista del premio CDN$25,000.[9]